# Stanisława Nowicka

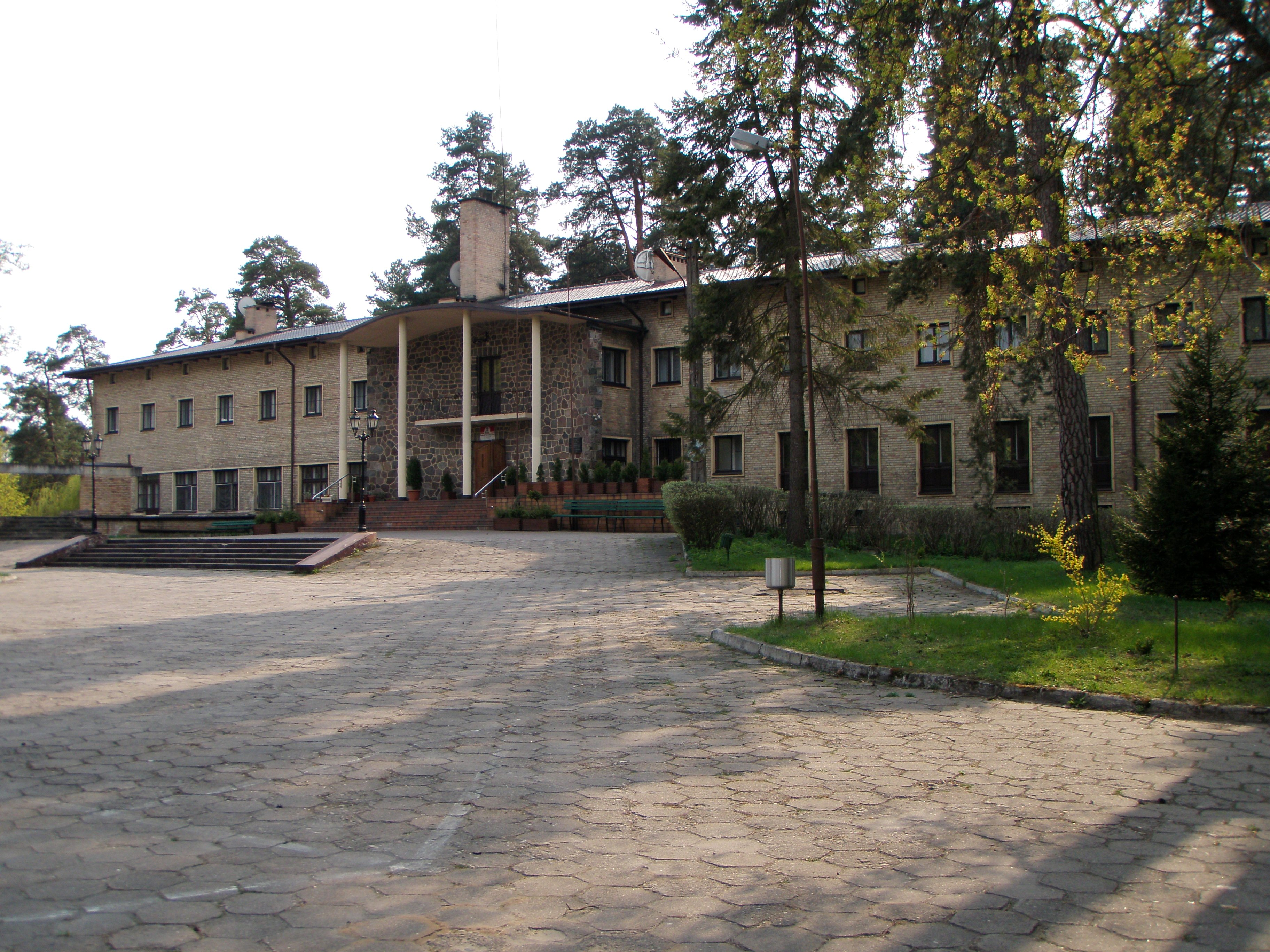
Stanislawa y Maciej Nowicki, Hotel Hetman en Augustow, 1938

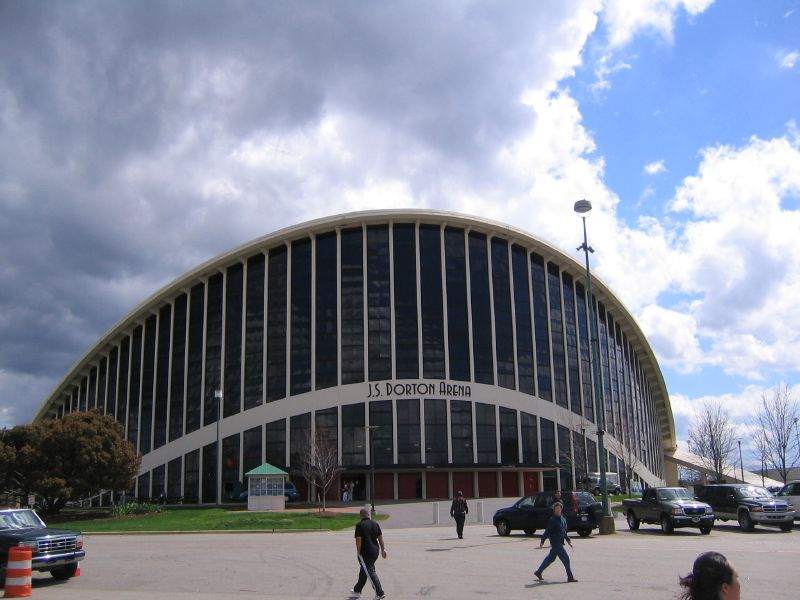
Stanislawa y Maciej Nowicki, Dorton Arena, Raleigh, 1952

Stanisława Nowicka (apellido de soltera Sandecka, también conocida como Stanislawa Nowicki o Siasia), (Pułtusk, 29 de abril de 1912 - Estados Unidos 18 de febrero de 2018) fue una arquitecta e ilustradora polaca.

## Trayectoria
Trabajó en Polonia antes de la Segunda Guerra Mundial. Se casó con el arquitecto Maciej Nowicki en 1938. Ambos ganaron amplio reconocimiento por sus ilustraciones mientras estudiaban en la Facultad de Arquitectura de la Politécnica de Varsovia en 1928-1936. Fueron considerados los mejores diseñadores gráficos de la Polonia anterior a la guerra. Realizaron diversas campañas, sobre todo enfocadas hacia la lucha contra la tuberculosis y la lotería nacional. Hicieron alrededor de 20 carteles, hasta 1936, que hoy están exhibidos por el Instituto de Arte de Propaganda en Varsovia. También hicieron diseño textiles.
Juntos ganaron varios concursos de arquitectura. Completaron una pasantía con el arquitecto Le Corbusier en Francia realizando la gráfica de Temps Nouveaux. Diseñaron y construyeron, entre otros, el hotel modernista en Augustów (hoy "Hetman" Inn) en 1938, declarado Patrimonio Cultural de Polonia.
En la posguerra desarrolló su actividad en Varsovia hasta 1946, incluyendo la coautoría del plan maestro para la reconstrucción de Varsovia. 
Stanisława Sandecka y Maciej Nowicki diseñaron conjuntamente, entre otras obras, el Paraboleum (Dorton Arena) en Raleigh.
En 1946, Maciej Nowicki fue enviado a Nueva York como representante polaco para el diseño y la construcción de la sede de las Naciones Unidas. Maciej Nowicki murió en un accidente aéreo en Egipto en 1950, regresando de India, donde estaba diseñando la nueva ciudad de Chandigarh (realizada después de su muerte por Le Corbusier, Pierre Jeanneret, Maxwell Fry y Jane Drew).
Se desempeñó luego como profesora de arquitectura y diseño en universidades de los Estados Unidos: en la Universidad Estatal de Carolina del Norte, en la Universidad del Sur de California y en la Universidad de Pensilvania, siendo primera mujer profesora titular de arquitectura en los Estados Unidos en 1963. Se retiró en 1977.

## Reconocimientos
En 1978, recibió la medalla AIA (Instituto Americano de Arquitectos) por sus logros de toda una vida dedicada al campo de la arquitectura y la actividad pedagógica.
En 2016, recibió la condecoración estatal de la República de Polonia, la Medalla Gloria Artis por sus trabajos gráficos; en su nombre, su hijo Peter Nowicki recibió la medalla, en noviembre de 2016, en la embajada de Polonia en Washington.